# Zeman z Gothosu
Zeman z Gothosu (v anglickém originále The Squire of Gothos) je sedmnáctý díl první řady seriálu Star Trek. Premiéra epizody proběhla 12. ledna 1967.

## Příběh
Hvězdného data 2124.5 kosmická loď USS Enterprise (NCC-1701) vedená kapitánem Jamesem Tiberius Kirkem naráží ve vesmíru na planetu o které Spojená federace planet nemá žádné údaje v databázi. Kapitán Kirk rozhoduje zaznamenat a odeslat souřadnice planety s tím, že je prozkoumá jiná loď, ale krátce na to je Kirk i pan Sulu teleportováni pryč z můstku. Velící důstojník Spock nechává sestavit výsadek, který vede Dr. Leonard McCoy. Ačkoliv podle senzorů by měla být planeta ryze nehostinná, povrch je zalesněný, atmosféra dýchatelná. Dr. McCoy, pan DeSalle a meteorolog Karl Jaeger. Posléze nachází kapitána Kirka a poručíka Sulu v historickém sídle. Zde se také setkávají s postavou, která se představuje jako generál Trelane nebo také zeman Trelane.
Po krátké rozpravě je zřejmé, že zeman nemá s výsadkem příliš dobré úmysly. Chce poznat historii lidské rasy a odmítá své návštěvníky propustit. Jako demonstraci své moci nechává Kirka na moment přesunout mimo atmosféru jeho sídla, kde nelze přežít po dlouhou dobu. Spockovi se na Enterprise podařilo zachytit signály životních forem na planetě. Naslepo je nechal transportovat na loď, což se Trelanovi nelíbí. Trelane transportován nebyl, což potvrdilo McCoyovo tvrzení, že není formou života. Trelane se však objevuje na můstku a transportuje všechny zpět do svého sídla i s panem Spockem, poručíkem Uhurou a pobočníkem Rossovou. Svět vytvořený zemanem je na pohled dokonalý, ale má jisté nedostatky. Oheň nehřeje, víno chutná hůře než špatná voda apod. Kirk se Spockem dedukují, že pokud je omylný, může být přelstěn. Kapitán Kirk zkouší svou lest, hraje na zemana žárlivost a políčkem jej vyzývá na souboj se starobylou soubojovou pistolí. Zeman úmyslně střelí do stropu, ale Kirk střílí na zrcadlo u kterého se Trelane neustále zdržuje. Za rozbitým zrcadlem je skutečně přístroj, který zařizoval oheň, světlo a další efekty. Trelane se rozzlobí a vykáže všechny zpět na Enterprise s tím, že jsou všichni předem mrtví a zejména kapitán Kirk. Když se Enterprise snaží odletět co nejdále, objevuje se před nimi opět planeta Gothos. Jejich další manévry vždy vedou zpět k planetě. Kirk se transportuje na povrch, kde se objevuje u zemanova soudu. Trilane odsuzuje kapitána k smrti, ačkoliv přitom projevuje radost nad tím, že na okamžik zažil vztek. Kirk nabízí Trelanovi souboj se sázkou svého života proti uvolnění Enterprise. Trelane je představou honu na člověka nadšen a souhlasí.
Mezitím co Trelane nahání kapitána po planetě s kordem v ruce, Kirk se snaží sdělit Enterprise, aby odletěla, ale jeho komunikátor je bez signálu. Když se Kirk zmocní kordu a švihne po zemanovi, ten zmizí a naopak si kord přivlastní zpět. Trelane se vzteká, že kapitán nechce kleknout na kolena. Téměř jako malé dítě fňuká, že kapitán hrál nefér. V tom se na obloze objevují světélkující bytosti, které působí dojmem Trelanových rodičů a promlouvají k němu jako k malému chlapci, co si už nemůže hrát a musí končit. Trelaneho nakonec transportují pryč a omlouvají se kapitánovi za rozmazleného Trelaneho. Následně mizí, aniž by zodpověděli Kirkovi dotazy na jejich původ.
Kirk se transportuje zpět na Enterprise a později doráží na kolonii Beta VI. Když se Spock ptá, jak zapsat Trelaneho do záznamů, Kirk mu navrhuje klasifikaci jako "malý chlapec", který prostě jenom zlobil.